# Bellwood (Illinois)
Bellwood – wieś w Stanach Zjednoczonych, w stanie Illinois, w hrabstwie Cook.